# Penichrolucanus copricephalus
Penichrolucanus copricephalus (лат.) — вид жуков из семейства рогачи. Малайзия (Борнео).

## Описание
Мелкие жуки (менее 1 см). Тело прямоугольное, сильно сжатое в дорсовентральном направлении; цвет красно-коричневый. От близких видов отличается следующими признаками: усики 8-члениковые (булава с 3 укрупнёнными члениками), фронтальный киль полукруглый и расположен посередине далеко от наличника; фронтальные туберкулы отсутствуют. Вид был впервые описан в 1863 году по материалам из Малайзии (Борнео). Близок к виду Penichrolucanus martinii. Найдены в гнёздах термитов Hospitalitermes. Вероятно, личинки поедают мертвый органический материал в гнёздах общественных насекомых.